# 魯斯頓 (肯塔基州)
魯斯頓（英語：Ruthton）是位於美國肯塔基州麥迪遜縣的一個非建制地區。

## 地理
魯斯頓所處的海拔為高於海平面215米（即705英呎），而該地所採用的時區為UTC-5，即北美東部時區（EST）。同時該地設有夏令時間，為UTC-5調快一小時，即UTC-4（EDT）。